# Station Bern
Station Bern (Duits: Bahnhof Bern) is het belangrijkste spoorwegstation van de Zwitserse bondsstad Bern. Het station is het, op Zürich Hauptbahnhof na, grootste station van Zwitserland. Het station is een belangrijk knooppunt in het Zwitserse spoornetwerk met dagelijks 260.000 reizigers. Het station is eigendom van de Zwitserse federale spoorwegen en beschikt over 16 treinsporen. Naast de SBB is het station ook in gebruik door de Bern-Lötschberg-Simplon AG en de smalspoorlijnen van het Regionalverkehr Bern-Solothurn. Het station is naast het internationale en langeafstandsverkeer het knooppunt van het netwerk van de S-Bahn van Bern. In 1860 werd het eerste station geopend dat tot 1891 een kopstation was. 

Het huidige station, waarvan de overdekte perrons in een flauwe bocht liggen, dateert van 1974 en is tussen 1999-2003 gerenoveerd. In 2017 is men begonnen onder het huidige station, onder de sporen 2 t/m 7, een nieuw station te bouwen voor de regionale treinen van de RBS (Regionalverkehr Bern-Solothurn), aangezien het bovengrondse RBS-station uit 1965 niet meer voldoet. Rond 2025 zullen de bouwwerkzaamheden klaar zijn.  
Het station Bern behoort tot de oudste van het land, gelegen aan de spoorlijn Olten - Lausanne. Maar ook de lijnen Bern - Neuchâtel, Bern - Biel/Bienne, Bern - Thun, Thun - Belp - Bern, Bern - Luzern, Solothurn - Bern, Bern - Schwarzenburg, Zollikofen - Bern en Worb - Bern maken van het station het knooppunt.
Internationale verbindingen zijn er met de TGV naar Parijs, met de ICE naar Frankfurt am Main en Berlijn en als EuroCity Borromeo lijn door de eigen SBB naar Milaan.

## Treinverbindingen

### Nationale treindiensten
| Serie | Treinsoort            | Route                                                                                     | Bijzonderheden |
| ----- | --------------------- | ----------------------------------------------------------------------------------------- | -------------- |
| IC 1  | Intercity (SBB)       | Genève-Aéroport – Genève-Cornavin – Lausanne – Bern – Zürich HB – Winterthur – St. Gallen |                |
| IC 6  | Intercity (SBB)       | Basel SBB – Olten – Bern – Thun – Brig                                                    |                |
| IC 8  | Intercity (SBB)       | Brig – Thun – Bern – Zürich HB – Winterthur – Romanshorn                                  |                |
| IC 61 | Intercity (SBB)       | Basel SBB – Olten – Bern – Interlaken Ost                                                 |                |
| IR 15 | InterRegio (SBB)      | Genève-Aéroport – Genève-Cornavin – Lausanne – Fribourg – Bern – Luzern                   |                |
| IR 16 | InterRegio (SBB)      | Bern – Olten – Aarau – Zürich HB                                                          |                |
| IR 17 | InterRegio (BLS)      | Bern – Herzogenbuchsee – Olten                                                            |                |
| IR 35 | InterRegio (SBB, SOB) | Bern – Olten – Zürich HB – Sargans – Chur                                                 |                |
| IR 65 | InterRegio (BLS)      | Biel/Bienne – Lyss – Bern                                                                 |                |
| IR 66 | InterRegio (BLS)      | La Chaux-de-Fonds – Neuchâtel – Bern                                                      |                |

### Regionaal treinverkeer
| Serie   | Treinsoort        | Route                                                                                           | Bijzonderheden |
| ------- | ----------------- | ----------------------------------------------------------------------------------------------- | -------------- |
| S 1     | S-Bahn Bern (BLS) | Fribourg – Flamatt – Bern – Thun                                                                |                |
| S 2     | S-Bahn Bern (BLS) | Laupen – Flamatt – Bern – Konolfingen – Langnau im Emmental                                     |                |
| S 3     | S-Bahn Bern (BLS) | Biel/Bienne – Lyss – Zollikofen – Bern – Belp                                                   |                |
| S 31    | S-Bahn Bern (BLS) | Biel/Bienne – Lyss – Zollikofen – Bern – Belp                                                   |                |
| S 4     | S-Bahn Bern (BLS) | Thun – Belp – Bern – Burgdorf – Hasle-Rüegsau – Zollbrück – Langnau im Emmental                 |                |
| S 44    | S-Bahn Bern (BLS) | Thun – Belp – Bern – Burgdorf [– Aefligen – Solothurn ] / [– Hasle-Rüegsau – Sumiswald-Grünen ] |                |
| S 5     | S-Bahn Bern (BLS) | Bern – Bern Brünnen Westside – Kerzers [– Ins – Neuchâtel ] / [– Murten/Morat – Payerne ]       |                |
| S 51    | S-Bahn Bern (BLS) | Bern – Bern Brünnen Westside                                                                    |                |
| S 52    | S-Bahn Bern (BLS) | Bern – Bern Brünnen Westside – Kerzers – Ins                                                    |                |
| S 6     | S-Bahn Bern (BLS) | Bern – Niederscherli – Schwarzenburg                                                            |                |
| S7 (W)  | S-Bahn Bern (RBS) | Bern – Worblaufen – Worb Dorf                                                                   |                |
| S8 (SE) | S-Bahn Bern (RBS) | Bern – Worblaufen – Zollikofen – Schönbühl RBS – Jegenstorf (– Biberist RBS – Solothurn)        |                |
| S9 (Z)  | S-Bahn Bern (RBS) | Bern – Worblaufen – Unterzollikofen                                                             |                |